# ヒロハヘビノボラズ
ヒロハヘビノボラズ（広葉蛇上らず、学名：Berberis amurensis ）は、メギ科メギ属の落葉低木。別名、ヒロハノヘビノボラズ、オオバノヘビノボラズ、タイリクヘビノボラズ。

## 特徴
幹の高さは3m、直径は5cmになり、よく分枝し、樹形は平たい球形になる。枝は灰褐色で稜角や浅い縦溝があり、各節に葉が変化した長さ8-20mmになる大型で鋭い刺が3-5個つく。葉は短枝の先に互生して、集まって輪生状につく。葉身は洋紙質で薄く、長さ3-10cm、幅1.5-3cmになる倒卵形または楕円形で、先端は鈍頭から円頭、ときに鋭頭になり、基部はしだいに狭まって葉柄状になる。葉の縁には鋭い刺がある細かい鋸歯があり、その両面に毛は無く、裏面には隆起した葉脈が目立つ。
花期は5-6月。短枝の先端に総状花序をだし、10数個の花を垂れ下がってつける。花序の長さは葉と同じか花序の方が長い。花は黄色で直径6mm。萼片は6個ある。花弁は倒卵円形で6個あり、平開しない。花弁の基部に2個の小型の蜜腺がある。雄蕊は6個あり、触れれば内側に曲がる。雌蕊は1個、子房は1室ある。果実は長さ10-11mmになる楕円形の液果で10月に赤熟する。種子は長さ4-6mmになる。

## 分布と生育環境
日本では北海道、本州、四国、九州に分布し、山地の落葉広葉樹林内や蛇紋岩地に生育する。世界では、朝鮮半島、中国大陸東北部、アムール地方の温帯に分布する。

## 名前の由来
和名のヒロハヘビノボラズは「広葉蛇上らず」の意で、うち「蛇上らず」は、枝に刺が多いためヘビでさえ上れないだろう意味で、また、ヘビノボラズ Berberis sieboldii の近縁種の中でも葉が広いため「広葉」という。また、種小名 amurensis は「アムール地方の」の意味。

## 下位分類
- アカジクヘビノボラズ Berberis amurensis Rupr. f. bretschneideri (Rehder) Ohwi[6] - 枝、葉柄、花軸、花柄が赤褐色になるもの[3][5]。
- マルバヘビノボラズ Berberis amurensis Rupr. f. brevifolia (Nakai) Ohwi[5] - 葉が円く、葉の長さが2-5cmと短いもので、本州の関東地方北部に分布するものを区別する場合がある[3][5]。

## ギャラリー
- 葉は広く、刺状の鋸歯がある。
- マルバヘビノボラズ
栃木県北部